# (21042) 1990 QT7
1990 كيو تي 7 (ويعرف أيضًا باسم (21042) 1990 كيو تي 7 وفق تسمية الكوكب الصغير) (بالإنجليزية: 1990 QT7)‏ هو كويكب ضمن حزام الكويكبات؛ وترتيبه 21042 من حيث الاكتشاف.
اكتُشف هذا الجُرم الفلكي بواسطة إيريك والتر إلست في 16 أغسطس 1990.

## وصلات خارجية
- (21042) 1990 QT7 في قاعدة بيانات مختبر الدفع النفاث لأجرام النظام الشمسي الصغيرة

- الاكتشاف · مخطط المدار ·  العناصر المدارية · المعلمات المادية

- (21042) 1990 QT7 على موقع ويكي سكاي: DSS2, SDSS, GALEX, IRAS, Hydrogen α, X-Ray, Astrophoto, Sky Map, Articles and images